# Euphorbia breviarticulata
Euphorbia breviarticulata ist eine Pflanzenart aus der Gattung Wolfsmilch (Euphorbia) in der Familie der Wolfsmilchgewächse (Euphorbiaceae).

## Beschreibung
Die sukkulente Euphorbia breviarticulata bildet aus der Basis heraus verzweigte Sträucher bis 4 Meter Höhe aus. Die oft dreikantigen Triebe sind bis 12 Zentimeter breit und durch tiefe Einschnürungen in etwa 8 Zentimeter lange Segmente gegliedert. Die stark geflügelten Kanten sind häufig mit gelben Querstreifen versehen und mit buchtigen Zähnen in einem Abstand von 1 bis 4 Zentimeter zueinander besetzt. Die zusammengewachsenen Dornschildchen bilden einen 2 bis 8 Millimeter breiten Hornrand aus. Die sehr starken Dornen werden bis 8 Zentimeter lang. Die Nebenblattdornen werden bis 2 Millimeter lang und auf beiden Seiten der Blütenstände sind weitere, bis 5 Millimeter lange Dornen vorhanden.
Der Blütenstand wird aus drei bis sieben gemeinsamen und einfachen Cymen gebildet, die an 3 bis 12 Millimeter langen Stielen stehen. Die Cyathien werden 9 Millimeter groß. Die länglichen Nektardrüsen sind gelb gefärbt und stoßen aneinander. Der Fruchtknoten ist von einer dreilappigen Blütenhülle umgeben. Die deutlich gelappte Frucht wird etwa 9 Millimeter lang und 18 Millimeter breit. Sie steht an einem bis 5 Millimeter langen Stiel. Der kugelförmige Samen wird 3,5 Millimeter groß und besitzt eine glatte Oberfläche.

## Verbreitung und Systematik
Euphorbia breviarticulata ist in Ostafrika verbreitet.
Die Erstbeschreibung der Art erfolgte 1904 durch Ferdinand Albin Pax.
Es werden folgende Varietäten unterschieden:
- Euphorbia breviarticulata var. breviarticulata
Verbreitung: im Süden von Somalia, in Äthiopien, in Kenia und im Nordosten von Tansania im trockenen Akazien-Wald in Höhenlagen von 60 bis 1200 Meter, ein Synonym zu dieser Art ist Euphorbia grandilobata Chiov. (1932)
- Euphorbia breviarticulata var. trunciformis S.Carter
Verbreitung: an der Grenze zwischen Kenia und Äthiopien in dichtem Akazien-Wald auf 700 bis 800 Meter Höhe, im Unterschied zur Stammart wird ein bis 1 Meter langer oder noch längerer Stamm ausgebildet oder es werden sogar Bäume bis 6 Meter Höhe gebildet, bei denen die unteren Zweige abgeworfen werden